# Ede Reményi
Pour les articles homonymes, voir Reményi.
Ede Reményi ou Eduard Reményi (en hongrois : Reményi Ede) est un compositeur et violoniste hongrois né le 17 janvier 1828 à Miskolc et mort le 15 mai 1898 à San Francisco.

## Biographie
Ede Reményi naquit le 17 janvier 1828 à Miskolc en Hongrie, avec le nom de Eduard Hoffmann. Il étudia au conservatoire de Vienne avec Joseph Böhm entre 1842 et 1845. Banni d'Autriche pour sa participation à la Révolution hongroise de 1848, il se rendit en Allemagne où il se lia d'amitié avec Johannes Brahms, qui avait alors 15 ans, et lui fit découvrir la musique hongroise. Poursuivi par les autorités allemandes, il fuit aux États-Unis où il mena une vie de musicien itinérant. Il revint en Europe en 1852, tourna avec Brahms en 1853 et séjourna un temps à Weimar, où il se lia avec Franz Liszt. En 1854, il devint violon solo pour la reine Victoria. Amnistié en 1860, il revint en Hongrie, où il devint violon solo de l'empereur François-Joseph. Puis il se retira quelques années.
En 1865, il fit une tournée en France, en Allemagne, en Belgique et aux Pays-Bas. Entre 1871 et 1877, il vécut à Paris, d'où, deux ans plus tard, il se rendit à Londres, puis aux États-Unis (où il s'installa), au Canada et au Mexique. En 1886, il entreprit une tournée de concert qui le conduisit au Japon, en Chine, au Cochinchine et au Cap de Bonne-Espérance.
Il meurt lors d'un concert qu'il donnait à San Francisco le 15 mai 1898, à l'âge de 70 ans.
Ede Reményi avait transcrit de nombreuses pièces pour piano telles que les valses et les mazurkas de Chopin, des pièces de Bach, Schubert, etc., toutes publiées sous le titre de Nouvelle École du violon. Sa composition la plus connue est son concerto pour violon.